# Undercover Brother
Undercover Brother is een Amerikaanse komische actiefilm uit 2002, geregisseerd door Malcolm D. Lee.

## Verhaal
Geheim agent Undercover Brother werkt vaak solo. Hij is een liefhebber van funk en mooie meisjes. Terwijl zojuist een hallucinogeen medicijn is verschenen om mensen onder controle te houden, vraagt de B.R.O.T.H.E.R.H.O.O.D. Undercover Brother om hulp bij het arresteren van een criminele groep. Met de hulp van hun partner Sistah Girl infiltreert het duo de vijandelijke basis, maar een van de basisleden Mr. Feather ontdekt zijn ware identiteit. De laatste doet dan een beroep op White She Devil om Undercover Brother kwijt te raken. Maar helaas belooft deze missie niet zo gemakkelijk te worden.

## Rolverdeling
| Acteur              | Personage                          |
| ------------------- | ---------------------------------- |
| Eddie Griffin       | Undercover Brother / Anton Jackson |
| Chris Kattan        | Mr. Feather                        |
| Denise Richards     | White She-Devil / Penelope Snow    |
| Aunjanue Ellis      | Sistah Girl                        |
| Dave Chappelle      | Conspiracy Brother Jones           |
| Chi McBride         | The Chief                          |
| Neil Patrick Harris | Lance de stagiair                  |